# Palestine (Illinois)
Palestine – wieś w Stanach Zjednoczonych, w stanie Illinois, w hrabstwie hrabstwie Crawford.